# Czwarcizna
Czwarcizna – instytucja prawa spadkowego rozpowszechniona w Koronie Polskiej w XVII wieku, zgodnie z którą córkom podczas dziedziczenia beztestamentowego przypadała zawsze 1/4 spadku po ojcu.

## Rys historyczny regulacji spadkowych
Spadkobranie było wyrazem i rezultatem postępującej wówczas indywidualizacji własności, a w szczególności ziemi. Pojawiło się dopiero wtedy, gdy uznana została indywidualna własność pewnych dóbr majątkowych. Dopiero powstanie tej własności rodziło potrzebę tworzenia norm regulujących przejście indywidualnego majątku po śmierci jego właściciela na inną osobę. Dopiero wraz z upływem czasu normy te stały się integralną częścią obszernego prawa prywatnego.
Początkowo spadkobiercy nie mieli możliwości swobodnego dysponowania swoją własnością, a więc znana była wyłącznie praktyka dziedziczenia beztestamentowego. Do zmian w tym zakresie w istotnym stopniu przyczynił się Kościół, któremu zależało na możliwości przekazywania dóbr majątkowych instytucjom kościelnym poprzez oświadczenia ostatniej woli. Jednocześnie podnoszono, iż dzieje się to „dla zbawienia duszy” (pro remedio animae).
W Polsce okresu przedrozbiorowego przepisy spadkowe zdawały się być niewystarczające i mocno ograniczone, wskutek czego konieczne było korzystanie dodatkowo z norm o charakterze zwyczajowym. Z czasem zasady spadkobrania uzupełniane, a jednocześnie dodatkowo kształtowane były przez orzecznictwo sądów.

## Kontekst
Prawo ziemskie w Polsce posiadało swój porządek dziedziczenia – przez bardzo długi czas po ojcu dziedziczyli jedynie synowie. Określani oni byli dziedzicami koniecznymi, ponieważ jeszcze za życia ojca byli oni w pewnym stopniu traktowani jak współwłaściciele rodzinnego majątku. Każdy z synów uprawniony był do otrzymania równej części. Warto podkreślić, iż na tle pozostałych krajów europejskich we wczesnym średniowieczu nie było to typowe rozwiązanie – chociażby w Anglii, Francji czy Niemczech z reguły dziedziczył wyłącznie najstarszy z synów.
Od połowy XIII wieku, gdy brak było męskich potomków, córki dziedziczyły cały majątek spadkowy, włączając w to nieruchomości, co usankcjonował statut warcki.
W zbiegu ze swoimi braćmi jednak, córki początkowo dziedziczyły wyłącznie ruchomości stanowiące ich posag, a próba odgórnego określenia wysokości posagu miała miejsce poprzez uchwalenie Statutów Kazimierza Wielkiego. Do czasu zamążpójścia swoich sióstr, na braciach ciążył obowiązek alimentacyjny względem nich, „zgodnie z kondycją domu i podług możności majątku” (pro conditione domus et secundum facultates bonorum).
Ograniczanie kobiet w spadkobraniu, szczególnie nieruchomości, argumentowane było „kruchością płci”, co z kolei powodowało niemożność wykonywania obowiązków związanych z posiadaniem ziemi, takich jak chociażby samodzielne jej uprawianie bądź też uiszczanie renty feudalnej. Inną przyczyną funkcjonowania ograniczeń praw kobiet w dziedziczeniu nieruchomości była także chęć utrzymania majątku w rodzinie.
W 1569 r., na mocy Unii lubelskiej powstała Rzeczpospolita Obojga Narodów. Pomimo istnienia partykularnych odrębności prawnych poszczególnych terytoriów, jak również niemożności narzucania innym swojego prawa, to jednak współistnienie w obrębie jednej Rzeczypospolitej prowadziło do stopniowego zacierania się różnic.

## Instytucja czwarcizny
Skutkiem zanikania odrębności było upowszechnienie się w XVII wieku czwarcizny, która była uprzednio szerzej znana w Wielkim Księstwie Litewskim oraz na Węgrzech. Istotą tej instytucji było to, że spadek po ojcu w 3/4 przypadał synom, podczas gdy pozostała 1/4 przypadała córkom (bez znaczenia ile ich było). Co istotne, córki mogły być pewne co do swojej części – podziału spadku dokonywał co do zasady najstarszy z braci, i nawet wtedy, gdy przed dokonaniem działu spadku cały majątek został utracony, to na wierzycielach ciążył obowiązek zwrotu siostrom ich części. Powyższe tyczy się wyłącznie dóbr ojczystych, gdyż spadek po matce przypadał wszystkim zstępnym w częściach równych.
Podział taki, a zarazem ograniczenie prawa córek do spadkobrania uzasadniane był w ten sposób, że synowie powinni jedną część mieć na wojnę, drugą na urzędy publiczne, a dopiero trzecia pozostawała do ich dyspozycji, wobec czego sytuacja prawna synów i córek była rzekomo zrównana.